# اليكس ارانبورو
اليكس ارانبورو (بالإسبانية: Alex Aranburu)‏ (و. 1995  م) هو راكب دراجة هوائية إسباني، شارك في طواف إسبانيا.

## سجل الفوز

### سباقات أو مراحل فاز بها
| التاريخ        | السباق                                                  | المركز                                                |
| -------------- | ------------------------------------------------------- | ----------------------------------------------------- |
| 28 يناير 2017  | تروفيو أندراتكس-ميرادور ديس كولومر 2017                 | التاسع في التصنيف العام                               |
| 21 مايو 2017   | طواف النرويج 2017                                       | السادس في تصنيف أفضل شاب                              |
| 06 أغسطس 2017  | طواف يوتا 2017                                          | الخامس في تصنيف أفضل شاب                              |
| 04 فبراير 2018 | فولتا فالنسيا 2018                                      | السابع في تصنيف أفضل شاب                              |
| 18 فبراير 2018 | طواف عمان 2018                                          | السادس في تصنيف أفضل شاب                              |
| 25 مارس 2018   | كوبي وبارتالي 2018                                      | السابع في تصنيف أفضل شاب                              |
| 07 أبريل 2018  | طواف إقليم الباسك 2018                                  | المرتبة 25 في التصنيف العام، الرابع في تصنيف أفضل شاب |
| 22 أبريل 2018  | فولتا كاستيلا ليون 2018                                 | العاشر في التصنيف العام                               |
| 20 مايو 2018   | طواف النرويج 2018                                       | الخامس في التصنيف العام، الثامن في تصنيف النقاط       |
| 31 يوليو 2018  | سيركويتو دي جيتكسو 2018                                 | الفائز في التصنيف العام                               |
| 12 مايو 2019   | طواف كوميونيداد مدريد 2019                              | الرابع في التصنيف العام                               |
| 17 أغسطس 2019  | طواف برغش 2019                                          | الأول في تصنيف النقاط                                 |
| 18 سبتمبر 2021 | ميموريال ماركو بانتاني 2021                             |                                                       |
| 19 أغسطس 2022  | طواف ليموزين 2022                                       | الفائز في التصنيف العام                               |
| 06 أبريل 2024  | طواف إقليم الباسك 2024                                  | الأول في تصنيف النقاط، المرتبة 15 في التصنيف العام    |
| 23 يونيو 2024  | 2024 Spain National Road Cycling Championships - Men RR | الفائز في التصنيف العام                               |

## روابط خارجية
- اليكس ارانبورو على موقع الاتحاد الدولي للدراجات (الإنجليزية)
- اليكس ارانبورو على موقع أرشيف الدراجات (الإنجليزية)
- اليكس ارانبورو على موقع إحصائيات الدراجات الإحترافية (الإنجليزية)
- اليكس ارانبورو على موقع نسبة الدراجات (الإنجليزية)
- اليكس ارانبورو على موقع CycleBase (الإنجليزية)